# Епархия Эдессы Осроенской (мелькитская)
Епархия Эдессы Осроенской (лат. Edessena in Osrhoëne Graecorum Melkitarum) — титулярная епархия Мелькитской греко-католической церкви. Епархия вакантна с 2011 года.

## Титулярные епископы
- епископ Gereteo (Giovanni) Stay O.S.B.M[1] (10.09.1716 — ?);
- епископ Néophytos Edelby, B.A.[1] (24.12.1961 — 6.03.1968) — назначен патриархом Алеппо;
- епископ Boutros Raï, B.A. (9.09.1968 — 27.02.1988);
- епископ Салим Газаль B.S.[1] (22.06.2001 — 29.04.2011);
- вакансия.